# Molorchoepania albiventris
Molorchoepania albiventris là một loài bọ cánh cứng trong họ Cerambycidae.